# Wladimir Sergejewitsch Lissin

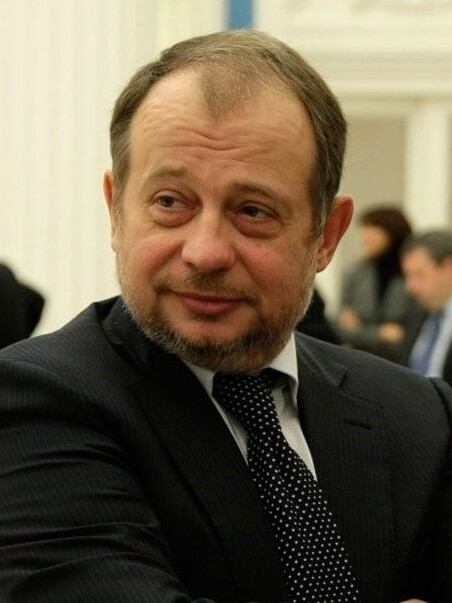
Wladimir Lissin (2009)

Wladimir Sergejewitsch Lissin (russisch Владимир Сергеевич Лисин; * 7. Mai 1956 in Iwanowo) ist ein russischer Unternehmer, Wissenschaftler und einer der reichsten Männer in Russland. Er ist seit 1998 Vorstandsvorsitzender des russischen Stahlproduzenten Novolipetsk Steel. Sein Vermögen wurde 2011 auf 24 Mrd. US-Dollar geschätzt. Im Gegensatz zu vielen anderen russischen Oligarchen beruht sein Vermögen nicht auf den umstrittenen Privatisierungen von staatlichen Unternehmen in den 1990er-Jahren.
Er ist Autor von sechzehn Fachbüchern auf dem Gebiet der Metallurgie und war an der Veröffentlichung von über 150 wissenschaftlichen Artikeln beteiligt. Lissin hält 49 Patente und Zertifikate.

## Leben
Lissin begann 1975 als einfacher Arbeiter in einer Kohlemine von Juschkusbasugol in Nowokusnezk. Gleichzeitig studierte er am sibirischen metallurgischen Institut und beendete dieses Studium 1979 mit dem Grad eines Ingenieurs der Metallurgie. Ab 1979 arbeitete er im Eisen- und Stahl-Kombinat TulaTscherMet in Tula. Dort war er ab 1986 stellvertretender Vorarbeiter. Ab 1989 war er Stellvertreter des Generaldirektors der Qaraghandy-Metallwerke Oleg Soskowets', der später zum Minister für Metallurgie ernannt wurde und dem Lissin 1991 nach Moskau folgte.
Im Jahr 1990 erhielt Lissin weitere höhere Abschlüsse an der Wirtschaftsakademie für Binnenhandel und 1992 an der Akademie für Volkswirtschaft mit der Hauptrichtung „Ökonomie und Steuerung“. Es folgten 1997 ein Doktorgrad in technischen Wissenschaften und 2005 ein Doktorgrad in Volkswirtschaft. Er ist Professor für Wirtschaft und Marktprobleme an der russischen Akademie für Nationale Wirtschaft.
1992 wurde er Manager in der damals berüchtigten TransWorld-Gruppe der Gebrüder Michail und Lew Tschernoi. Die TransWorld-Gruppe war damals größter Stahl- und Aluminiumexporteur Russlands und behauptete sich in dieser hart umkämpften Branche mit fragwürdigen Methoden, die viele Beobachter für skrupellos hielten. Wladimir Lissin war bis 1997 für die Leitung der Stahl- und Aluminiumhütten verantwortlich.
Ab 1998 saß er im Vorstand von Novolipetsk Steel. Als sich die Partner der TransWorld-Gruppe im Jahr 2000 trennten, erhielt Lissin die Mehrheitsanteile, welche TransWorld an Novolipetsk Steel besaß. Es folgte ein zweijähriger Machtkampf mit Wladimir Potanin, der schließlich auch seine Anteile an Lissin verkaufte.
Ab 2001 erschien im Besitze Lissins die Tageszeitung Gaseta in Moskau. Die Druckausgabe wurde 2010 eingestellt. Lissin war jedoch einverstanden, die Internet-Seite, welche 2009 aufgeschaltet worden war, weiter laufen zu lassen. Er habe nie Geld verdient mit der Zeitung, aber die Investition sei nötig gewesen, um eine Alternative zu den staatlich kontrollierten Medien Russlands aufrechtzuerhalten.
Seit dem Jahr 2002 kooperiert Lissin mit seinem Hauptkonkurrenten Alexander Abramow von der Evraz-Gruppe (Evraz Holding) innerhalb der nicht-kommerziellen Partnerschaft Russian Steel. Diese Kooperation dient der Abstimmung im Ein- und Verkauf der beiden Konzerne sowie einer gemeinsamen Lobbyarbeit und allgemeinen Strategieabsprachen.
Ende 2005 ging Novolipetsk Steel an die Börse. Im Jahr 2007 kaufte Lissin mit seiner Offshore-Firma Silener Management 14,42 % Aktienanteile an der Zenit Bank.
Von 2009 bis 2021 war Lissin Vorsitzender der European Shooting Confederation. 2018 wurde er zum Präsidenten der International Shooting Sport Federation (ISSF) gewählt.
In der Forbes-Liste der reichsten Menschen der Welt belegte Lissin 2017 mit einem Gesamtvermögen von 16,1 Milliarden Dollar den Platz 57 unter 116 Personen. Somit bereicherte sich Lissin im Vergleich zum Vorjahr um 6,8 Milliarden Dollar, weit mehr als jeder andere russische Milliardär. Nach Leonid Michelson und Alexei Mordaschow ist er aktuell der drittreichste Mann Russlands.
Lissin ist verheiratet und hat drei Kinder.

## Preise, Ehrungen und Ämter
- 1989: sowjetischer Ehrenpreis für ausgezeichnete Arbeit in Wissenschaft und Ingenieurwesen
- 1999: Ehrenpreis für Metallurgie
- Ritter des russischen Ehrenordens sowie des Ordens des Heiligen Sergius von Radonesch
- Lissin ist Mitglied in der russischen olympischen Kommission und war von 2018 bis 2022 Präsident der International Shooting Sport Federation (ISSF).